# Cyclopteryx niveinotata
Cyclopteryx niveinotata là một loài bướm đêm trong họ Erebidae.